# ماساکی فوکای
ماساکی فوکای (انگلیسی: Masaki Fukai؛ زادهٔ ۱۳ سپتامبر ۱۹۸۰) بازیکن فوتبال اهل ژاپن است.
از باشگاه‌هایی که در آن بازی کرده‌است می‌توان به باشگاه فوتبال کاشیما آنتلرز، باشگاه فوتبال ناگویا گرامپوس، باشگاه فوتبال جف یونایتد ایچیهارا چیبا، و باشگاه فوتبال آلبیرکس نیگاتا اشاره کرد.